# باريش عتيق
باريش عتيق (بالألمانية: Barış Atik)‏ هو لاعب كرة قدم ألماني في مركز الوسط، ولد في 9 يناير 1995 في فرانكنتال في ألمانيا. لعب مع نادي ماغديبورغ.

## وصلات خارجية
- باريش عتيق على موقع قاعدة بيانات كرة القدم.إي يو (الإنجليزية)
- باريش عتيق على موقع بيانات كرة القدم. دي إي (الألمانية)
- باريش عتيق على موقع Soccerway.com (الإنجليزية)
- باريش عتيق على موقع عالم كرة القدم.نت (الإنجليزية)
- باريش عتيق على موقع AS.com (الإسبانية)